# رائول کاستیلو
رائول کاستیلو (انگلیسی: Raúl Castillo؛ زادهٔ ۳۰ اوت ۱۹۷۷) یک هنرپیشه اهل ایالات متحده آمریکا است. وی از سال ۲۰۰۰ میلادی تاکنون مشغول فعالیت بوده‌است.
از فیلم‌ها یا برنامه‌های تلویزیونی که وی در آن نقش داشته‌است می‌توان به نظم و قانون، در جستجو، خبرنگاران ویژه، اجازه، ما حیوانات، دیوانه، چاقوهای بی‌غلاف، ارتش مردگان، در جستجو، غیرمعمولی، دختر، ال چیکانو و هفت ثانیه اشاره کرد.